# Agromyza drepanura
Agromyza drepanura är en tvåvingeart som beskrevs av Erich Martin Hering 1930. Agromyza drepanura ingår i släktet Agromyza och familjen minerarflugor. Inga underarter finns listade i Catalogue of Life.